# Meld
Meld — компьютерная программа для сравнения содержимого текстовых файлов или каталогов.

## Функции
- Сравнение двух-трёх файлов или каталогов.
- Создание файлов правки (англ. patch file) с описанием различий между файлами.
- Работа с системами управления версиями Git, Subversion, Mercurial, Bazaar и CVS.
- Вкладочный интерфейс.